# Philipp von Münchhausen
Philipp Otto von Münchhausen (* 15. Juli 1748 in Göttingen; † 21. Dezember 1816 ebenda) war Landkomtur des Deutschen Ordens und Mitglied der Reichsstände des Königreichs Westphalen.

## Leben
Philipp Otto von Münchhausen wurde als Sohn des Borries von Münchhausen (1702–1773, Landdrost zu Moringen) und dessen Gemahlin Sophie Magdalene Christine aus dem Winkel (1722–1789) geboren.
Er studierte an der Georg-August-Universität Göttingen und engagierte sich im Deutschen Orden. Hier war er von 1791 bis 1803 Hauskomtur der Kommende Göttingen. Von 1804 bis 1809 war er Landkomtur der Ballei Lucklum. Er betätigte sich auch politisch und wurde von 1808 bis 1813 Mitglied des Departement-Wahlkollegiums des Leine-Departements und als Grundbesitzer für das Oker-Departement Mitglied der Reichsstände im Königreich Westphalen. In den Jahren 1810 bis 1812 war Philipp Groß-Schatzmeister der Westphälischen Krone.
Er war auch Rittmeister der Hannoverschen Garde.

## Auszeichnungen
- 5. Februar 1810: Ritter des Ordens der Westphälischen Krone
- 14. November 1810: Kommandeur des Ordens der Westphälischen Krone
- 5. November 1812: Erhebung zum westphälischen Baron